# 브가히야
브가히야(재위 기원전 738년경-736년경)는 분열 이스라엘 왕국의 17대 왕이며 연이어 죽임을 당한 4명의 이스라엘 임금들 중 3번째 왕으로 프카흐야라고도 불린다.
전왕 므나헴의 아들로 하나님의 눈에 거슬리는 죄악을 일으켰다. 이로 인해 그의 무관이었던 르말리야의 아들 베가가 반란을 일으켰다. 베가는 길르앗 사람 50명과 더불어 사마리아의 왕궁 성채로 진격해 브가히야, 아르곱, 아리에를 살해했다.
그리고 베가가 그의 뒤를 이어 왕위에 올랐다.
| 전임 므나헴 | 북이스라엘의 왕 | 후임 베가 |